# Atle Skårdal
Atle Skårdal (Skien, 17 febbraio 1966) è un allenatore di sci alpino, ex sciatore alpino e dirigente sportivo norvegese, campione del mondo nel supergigante a Sierra Nevada 1996 e a Sestriere 1997, vincitore di una Coppa del Mondo di supergigante e dal 2005 al 2019 direttore di gara della Coppa del Mondo femminile.

## Biografia
Specialista delle prove veloci originario di Lunde di Skien, Skårdal è sposato con l'ex sciatrice alpina austriaca Karin Köllerer.

### Carriera sciistica

#### Stagioni 1984-1988
Skårdal debuttò in campo internazionale in occasione dei Mondiali juniores di Sugarloaf 1984; ottenne il primo piazzamento di rilievo in Coppa del Mondo il 21 gennaio 1985 a Wengen, classificandosi 10º in combinata, e nella stessa stagione esordì ai Campionati mondiali: a Bormio 1985 fu 14º nella medesima specialità.
L'8 dicembre 1986 colse a Morzine il primo podio in Coppa del Mondo, 3º in discesa libera, mentre l'anno seguente ai Mondiali di Crans-Montana si piazzò 12º nella combinata. Ai XV Giochi olimpici invernali di Nagano 1998, suo esordio olimpico, si classificò 15º nella discesa libera e non completò il supergigante e la combinata, mentre ai Mondiali di Vail 1989 fu 6º nella discesa libera e 15º nella combinata

#### Stagioni 1989-1995
La prima vittoria di Skårdal in Coppa del Mondo avvenne il 20 gennaio 1990 a Kitzbühel, nella prestigiosa discesa libera disputata sulla pista Streif; all'inizio della stagione seguente s'impose in un'altra classica della discesa libera, vincendo in Val Gardena sulla Saslong il 15 dicembre 1990, e ai successivi Mondiali di Saalbach-Hinterglemm 1991 fu nuovamente 6º nella discesa libera.
Si infortunò ai legamenti appena un mese prima dei XVI Giochi olimpici invernali di Albertville 1992, e non poté quindi gareggiare; l'anno dopo, ai Mondiali di Morioka 1993, vinse la sua prima medaglia iridata, quella d'argento nella discesa libera. Nel 1994 era tra i favoriti ai XVII Giochi olimpici invernali di Lillehammer 1994, sua ultima presenza olimpica, ma non arrivò a medaglia: si classificò infatti 9º nella discesa libera, 7º nel supergigante e 18º nella combinata.

#### Stagioni 1996-1997
Nella stagione 1995-1996 ottenne tre podi in Coppa del Mondo, in supergigante (tra i quali l'ultima vittoria in carriera, il 10 dicembre a Val-d'Isère), che, assieme ad altri piazzamenti di rilievo, gli consentirono di vincere la coppa di cristallo di quella specialità; nella stessa stagione ai Mondiali della Sierra Nevada vinse il suo primo titolo iridato, sempre nel supergigante, mentre nella discesa libera fu 23º.
L'anno dopo, ai Mondiali di Sestriere, bissò l'oro nel supergigante e si classificò 13º nella discesa libera; si ritirò al termine di quella stessa stagione 1996-1997, dopo aver conquistato l'ultimo podio in Coppa del Mondo il 23 febbraio a Garmisch-Partenkirchen (3º in supergigante), e la sua ultima gara in carriera fu il supergigante di Coppa del Mondo disputato a Vail il 13 marzo e chiuso da Skårdal al 20º posto.

#### Bilancio della carriera
Skårdal, assieme agli slalomisti Finn Christian Jagge e Ole Kristian Furuseth, fu uno dei primi esponenti dell'emergente nazionale di sci alpino della Norvegia che iniziarono ad affermarsi con continuità nei primi anni 1990. Prima di allora la Norvegia, nazione con grandissime tradizioni negli sport invernali, nello sci alpino aveva ottenuto risultati di rilievo soltanto saltuariamente.
In carriera in Coppa del Mondo Skårdal vinse sei discese libere e un supergigante, salendo 26 volte sul podio, e la Coppa del Mondo di supergigante nel 1996. Conquistò inoltre due ori iridati consecutivi nel supergigante, nel 1996 a Sierra Nevada e nel 1997 a Sestriere, e un argento nella discesa libera, a Morioka nel 1993.

### Carriera da allenatore
Ritiratosi dalle competizioni, nei primi anni 2000 Skårdal divenne allenatore capo della nazionale norvegese maschile; dalla stagione 2022-2023 è tornato a ricoprire lo stesso ruolo, questa volta a capo della squadra femminile.

### Carriera dirigenziale
È stato direttore di gara della Federazione Internazionale Sci per la Coppa del Mondo femminile dalla stagione 2005-2006 fino al termine della stagione 2018-2019, quando gli è subentrato Peter Gerdol.

## Palmarès

### Mondiali
- 3 medaglie:
  - 2 ori (supergigante a Sierra Nevada 1996; supergigante a Sestriere 1997)
  - 1 argento (discesa libera a Morioka 1993)

### Coppa del Mondo
- Miglior piazzamento in classifica generale: 6º nel 1990, nel 1991 e nel 1993
- Vincitore della Coppa del Mondo di supergigante nel 1996
- 26 podi:
  - 7 vittorie (6 in discesa libera, 1 in supergigante)
  - 11 secondi posti
  - 8 terzi posti

#### Coppa del Mondo - vittorie
| Data             | Località    | Paese   | Specialità |
| ---------------- | ----------- | ------- | ---------- |
| 20 gennaio 1990  | Kitzbühel   | Austria | DH         |
| 17 marzo 1990    | Åre         | Svezia  | DH         |
| 15 dicembre 1990 | Val Gardena | Italia  | DH         |
| 15 marzo 1991    | Lake Louise | Canada  | DH         |
| 27 febbraio 1993 | Whistler    | Canada  | DH         |
| 12 marzo 1994    | Whistler    | Canada  | DH         |
| 10 dicembre 1995 | Val-d'Isère | Francia | SG         |

Legenda:

DH = discesa libera

SG = supergigante

### Coppa Europa
- Miglior piazzamento in classifica generale: 12º nel 1986

### Campionati norvegesi
- 13 medaglie (dati dalla stagione 1984-1985):
  - 9 ori (discesa libera nel 1986; supergigante nel 1988; discesa libera nel 1989; discesa libera nel 1990; discesa libera, supergigante nel 1991; discesa libera, supergigante nel 1994; discesa libera nel 1996)[4]
  - 3 argenti (discesa libera[senza fonte] nel 1985; discesa libera[senza fonte] nel 1988; supergigante[senza fonte] nel 1989)
  - 1 bronzo (slalom gigante[senza fonte] nel 1989)